# Mincio
Der Mincio ist ein Fluss in Oberitalien.
Er hat drei Quellflüsse, die Sarca di Genova und die Sarca di Nambrone entspringen in der Presanellagruppe in der Provinz Trient und vereinigen sich bei Pinzolo mit der Sarca di Campiglio von Madonna di Campiglio (Valle di Campiglio) zum Fiume Sarca, kurz Sarca (Val Rendena) als Teil der Judikarien. Bei Tione di Trento wendet sich die Sarca nach Osten und durchfließt zunächst die Gola di Scaletta, passiert anschließend Ponte Arche und durchfließt dann den Canyon del Limarò, in den die Sarca sich bis zu mehrere hundert Meter tief eingegraben hat. Bei Sarche wendet sich die Sarca wieder nach Süden in das Valle dei Laghi und mündet schließlich bei Torbole in den Gardasee.
Den Gardasee verlässt der nun schiffbare Fluss unter dem Namen Mincio, durchfließt von Peschiera del Garda bis Goito Hügelland und mündet, nachdem er die Wasserflächen von Mantua gebildet hat, bei Governolo links in den Po. Seine Länge beträgt als Sarca, das heißt von der Quelle bis zur Mündung in den Gardasee, 78 km sowie als Mincio, das heißt vom Ausfluss aus dem Gardasee bei Peschiera del Garda bis nach Governolo, 75 km.
Der wasserreiche Fluss bildet eine von der Natur gegebene, durch die Etschlinie verstärkte Verteidigungslinie, weshalb hier das berühmte Festungsviereck der Österreicher (Peschiera-Mantua-Verona-Legnago) angelegt und zahlreiche Schlachten (Castiglione 1796, Goito und Governolo 1848, Solferino und San Martino 1859, Custozza (1848) und Custozza (1866)) geschlagen wurden. Österreich prägte damals die Losung „Deutschland wird am Mincio verteidigt“.
Der Fluss Sarca fließt durch die Kleinstadt Arco und ist dort ein sehr attraktiver Urlaubsort, vor allem die Sarca-Brücke und der Damm an der Sarca sind sehr beliebt.

## Bilder

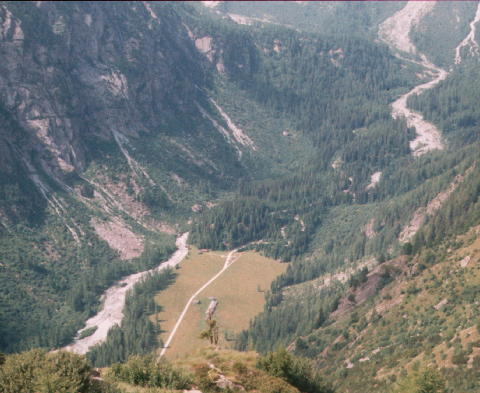
Sarca di Genova im Val di Genova
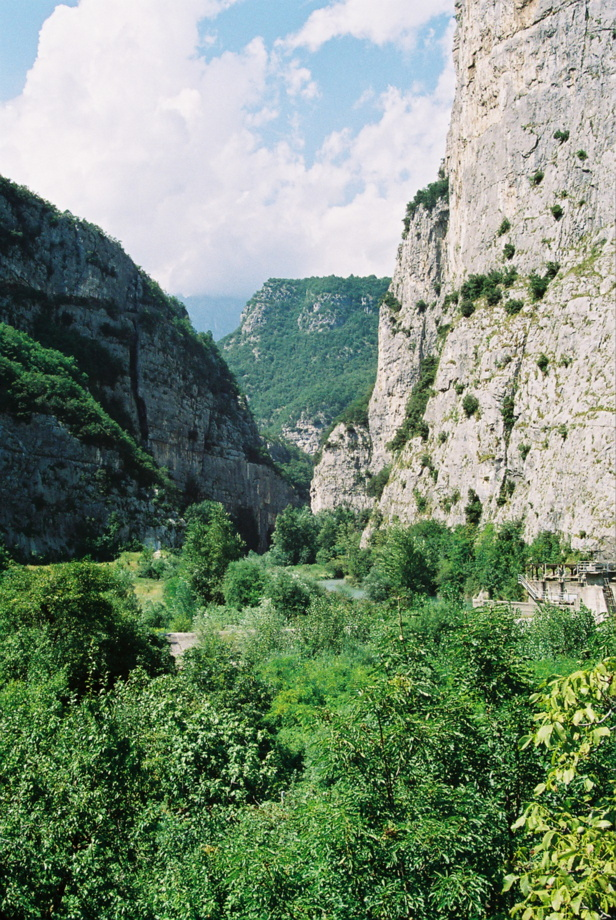
Canyon del Limarò, unteres Ende bei Sarche
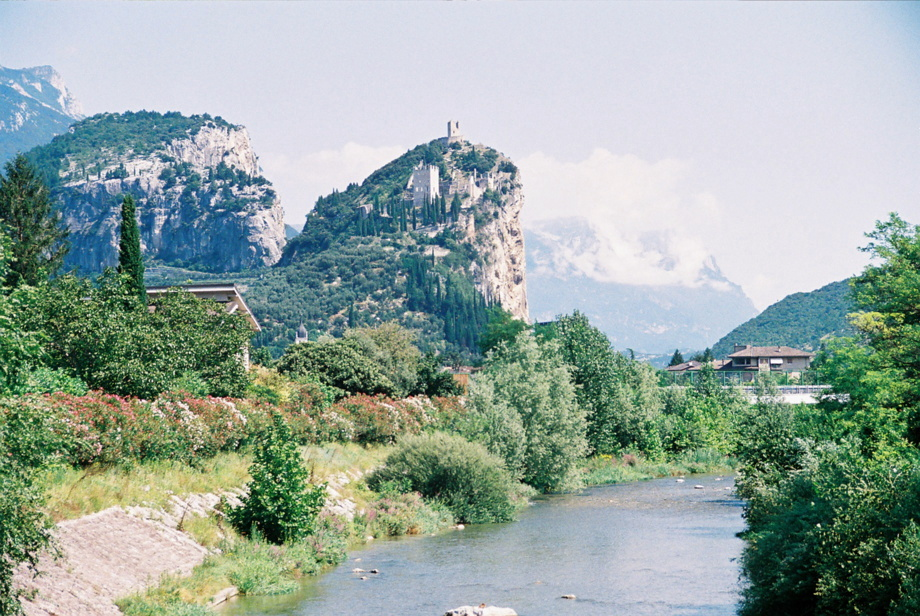
Sarca im Valle del Laghi, auf dem Felsen links neben dem Fluss die Burgruine "Castello di Arco"
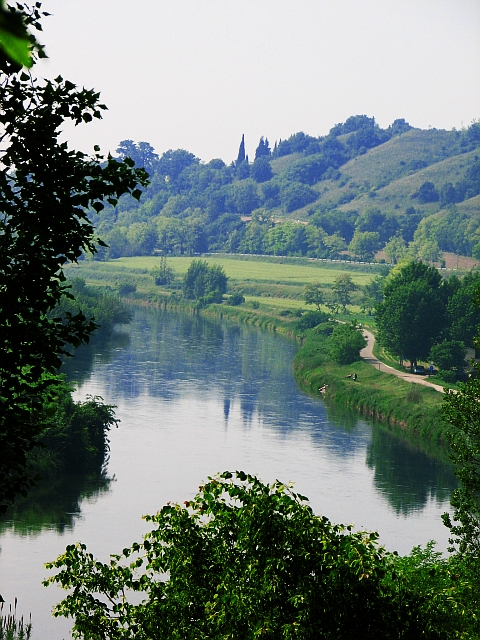
Flusstal des Mincio, Abfluss bei Peschiera del Garda am Gardasee